# Karari
Karari es un pueblo y nagar Panchayat situado en el distrito de Kaushambi en el estado de Uttar Pradesh (India). Su población es de 16467 habitantes (2011). 

## Demografía
Según el censo de 2011 la población de Karari era de 16467 habitantes, de los cuales 8477 eran hombres y 7990 eran mujeres. Karari tiene una tasa media de alfabetización del 72,24%, superficie a la media estatal del 67,68%: la alfabetización masculina es del 78,74%, y la alfabetización femenina del 65,38%.